# 지미 추
지미 추(Jimmy Choo, 1948년 11월 15일 ~ )는 말레이시아의 패션 디자이너이다. 1996년 본인의 이름 딴 패션 기업 지미 추를 설립하였다.